# وزیر محیط زیست (ژاپن)
وزیر محیط زیست (به ژاپنی: 環境大臣, Kankyou Daijin)، عضو هیئت دولت ژاپن و رهبر و مدیر اجرایی وزارت محیط زیست (ژاپن) است. این وزیر توسط نخست‌وزیر ژاپن معرفی می‌شود و توسط امپراتور ژاپن منصوب می‌شود.
وزیر فعلی کی‌اچیرو آسائو است که در ۱ اکتبر ۲۰۲۴ کار خود را آغاز کرد.